# Marcial
Marco Valério Marcial (em latim: Marcus Valerius Martialis; 38-104 d.C., Bílbilis Augusta, atual Calatayud, Espanha - 102, Espanha) foi um epigramatista latino.

## Vida
Poucas informações são seguras a respeito da sua vida, em virtude de quase não haver testemunhos contemporâneos. Através de sua própria obra, depreende-se que, nascido na Hispânia, Marcial partiu ainda jovem para Roma, onde viveu a maior parte de sua vida. Nesta cidade, manteve relações com intelectuais de renome, tais como Arúncio Estela, Sílio Itálico, Juvenal, Quintiliano e Plínio, o Jovem. Algumas tradições consideram-no protegido da família de Sêneca no início de sua estada na cidade. Também é notória a sua gravitação ao redor das personagens importantes do governo, em especial o imperador Domiciano, ao qual dedica vários epigramas. Em seus poemas, afirma que obteve favores das pessoas influentes com que se relacionava, tais como o ius trium liberorum e a própria dignidade equestre, ao mesmo tempo em que solicita alguns favores, como a instalação da rede de águas em sua residência. Também estes dados são retirados de sua própria obra, não havendo outras fontes que corroborem essas informações. Sua morte é referida por Plínio, o Jovem.

## Obra
Marcial publicou quinze livros de epigramas, dentre os quais doze são tradicionalmente apenas numerados e três são nomeados:
- O Livro dos Espetáculos (Liber Spectaculorum), escrito por volta do ano 80 em comemoração pela inauguração do Coliseu. Supõe-se que uma parte deste livro tenha sido perdida.
- Xênia e Apoforeta, publicados entre 84 e 85, duas coleções de dísticos elegíacos destinados a acompanhar presentes e alimentos oferecidos em dezembro, durante as Saturnais.

Sua obra, que chegou quase na totalidade aos nossos dias, influenciou diversos autores, tais como Francisco de Quevedo, Bocage e Gregório de Matos.

## Epigramas de Marcial
A curiosidade aguçada e o poder de observação de Marcial manifestam-se no seus epigramas. O interesse literário duradouro dos epigramas de Marcial advém tanto da sua qualidade literária quanto das referências vibrantes à vida humana que contêm. Os epigramas de Marcial dão vida ao espetáculo e à brutalidade da vida cotidiana na Roma imperial, com a qual ele estava intimamente ligado. O poeta Marcial compara a Roma de Nero com a de Vespasiano, que merece a sua admiração. 
Aqui, onde o colosso brilhante vê mais de perto os astros,
 e se elevam, no meio da via, grandes máquinas,
 brilhavam os átrios odiosos do rei cruel,
 e uma única mansão se elevava em toda a cidade.
 Aqui, onde se ergue a edificação venerável
 do notável Anfiteatro, ficavam os lagos de Nero.
 Aqui, onde admiramos as termas, presentes de construção rápida,
 um soberbo campo tinha tirado as casas aos desgraçados.Original (em latim): Hic ubi sidereus propius uidet astra colossus 
 et crescunt media pegmata celsa uia,
 inuidiosa feri radiabant atria regis
 unaque iam tota stabat in urbe domus
 Hic ubi conspicui uenerabilis Amphitheatr
 erigitur moles, stagna Neronis erant
 Hic ubi miramur uelocia munera4 thermas
 abstulerat miseris tecta superbus ager.
 Claudia diffusas ubi porticus explicat umbras,
 ultima pars aulae deficientis erat.
 Reddita Roma sibi est et sunt te praeside, Caesar
deliciae populi, quae fuerant domini. — Marcial, Epigrams, Livro dos Espetáculos, 2, DR Shackleton Bailey (ed. e trad.), I, Cambridge, Massachusetts, Harvard University Press, 1993, pp. 21 e 23. Fonte (em latim)
autor=Marcial, Epigramas, Livro dos Espetáculos, 2, DR Shackleton Bailey (ed. e trad.), I, Cambridge, Massachusetts, Harvard University Press, 1993, pp. 21 e 23.}}
Junto com os grafites romanos, os epigramas são fontes importantes de palavras obscenas latinas.